# Canal Street (metrostation)
Canal Street is een station van de Metro van New York aan de Lexington Avenue Line, Nassau Street Line en Broadway Line.